# Daniela Jasper

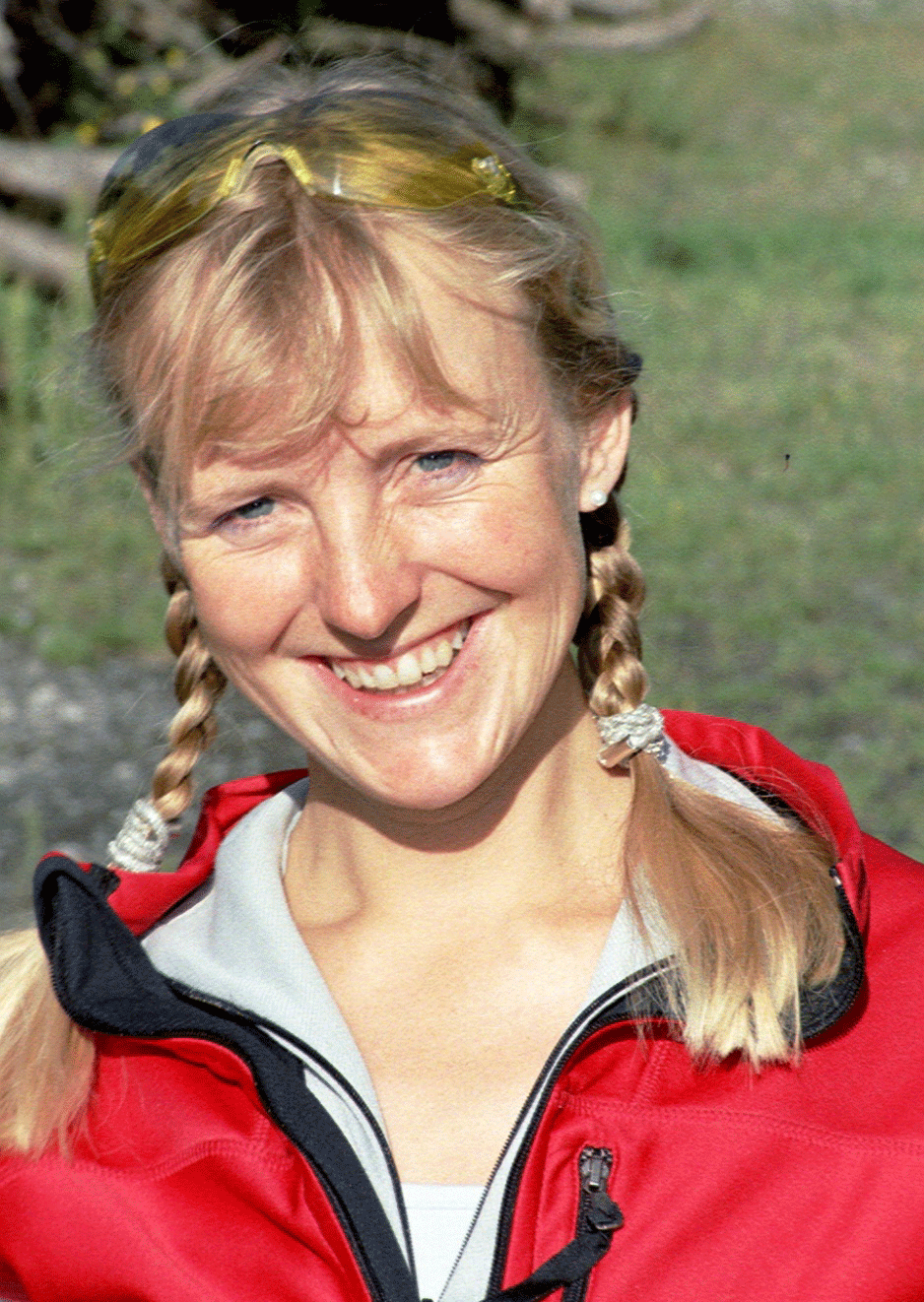
Daniela Jasper (2016)

Daniela Jasper (* 1971) ist eine deutsche Extrembergsteigerin. Durch ihre Erstbegehungen in den Alpen ist sie überregional bekannt geworden.

## Leben
Jasper wuchs in Weil am Rhein auf und begann mit 16 Jahren mit dem Klettern. Inzwischen hat sie sich als Extrembergsteigerin einen Namen gemacht. Sie durchstieg die Eiger-Nordwand auf vier verschiedenen Routen. Zusammen mit ihrem Ehemann und Seilpartner Robert Jasper bewältigte sie als Erste die „Symphonie de Liberté“, eine Direttissima durch die Nordwand des Eigers (8a).
Jasper lebt mit ihrem Mann und ihren zwei Kindern in Schopfheim im südlichen Schwarzwald. Die Lehrerin arbeitet hauptberuflich als Profibergsteigerin und finanziert ihre Bergunternehmen durch Motivationsvorträge. Im IMAX-Film Die Alpen war sie eine der Hauptdarstellerinnen. Sie wird zu den besten Alpinistinnen gezählt.

## Leistungen
- Daniela Jasper kletterte den Schwierigkeitsgrad 10-/8a auf verschiedenen Routen.
- Im alpinen Mixed-Kletter-Bereich ist sie bis zum Schwierigkeitsgrad M8 unterwegs.
- Robert und Daniela Jasper kletterten 1997 erstmals in der alpinen Geschichte mit der 450-m-Route Vol de Nuit den modernen „freien“ Mixedgrad M8− am Mont Blanc du Tacul.[6]
- 1. Begehung Vågakallen Nordpfeiler Freya (942 m, IX−/A3+) im Juli 1998.[7]
- 1. Begehung Betablock Super (350 m, W7), höchster Eisfall der Schweiz.[8]
- 1. Begehung Reise ins Reich der Eiszwerge (M6+/WI7) Kandersteg, Schweiz.[8]
- 1999 eröffneten Robert und Daniela Jasper am Eiger mit Symphonie de liberté die erste Route im Schwierigkeitsgrad X−/8a durch eine der drei großen Nordwände der Alpen.[9]
- 2003–2005 durchstieg sie für den IMAX-Film The Alps mit Robert Jasper und John Harlin II die Heckmair-Route in der Eiger-Nordwand.